# ヤコブの夢 (リベーラ)
『ヤコブの夢』（ヤコブのゆめ、西: El sueño de Jacob、英: Jacob's Dream）は、スペインのバロック絵画の巨匠ホセ・デ・リベーラが1639年にキャンバス上に油彩で制作した絵画である。現在、マドリードのプラド美術館に所蔵されている。本作は、おそらくヘロニモ・デ・ラ・トレ (Jerónimo de la Torre) の1658年の目録に言及されている作品で、1718年まで彼の後継者に所有されていた。1746年に、フェリペ5世の妃エリザベッタ・ファルネーゼのコレクションに記録されている。

## 主題
本作は、『旧約聖書』中の「創世記」(25章19-35章) にあるヤコブの物語を題材としている。ヤコブには双子の兄エサウがいたが、2人の性格は異なっていた。エサウは野性的な狩人になって、父イサクに愛された。一方、ヤコブは穏やかな青年に育ち、母リベカに愛された。ある日、狩りから帰ったエサウは空腹に耐えきれず、弟ヤコブの作ったレンズ豆の煮ものを懇願する。ヤコブはその見返りとして兄エサウに長子権を譲るよう迫り、エサウは一時の食欲に負け、同意した。
数年後、年老いた兄弟の父イサクは身近に迫った死を悟り、長男エサウに祝福 (神の加護) を与えようとした。兄弟の母リベカはヤコブをそそのかしてエサウのふりをさせ、イサクをだましてヤコブに祝福を受けさせた。このことを知ったエサウは激怒したため、リベカはハッラーンに住む兄ラバンのもとにヤコブを逃がした。

## 作品

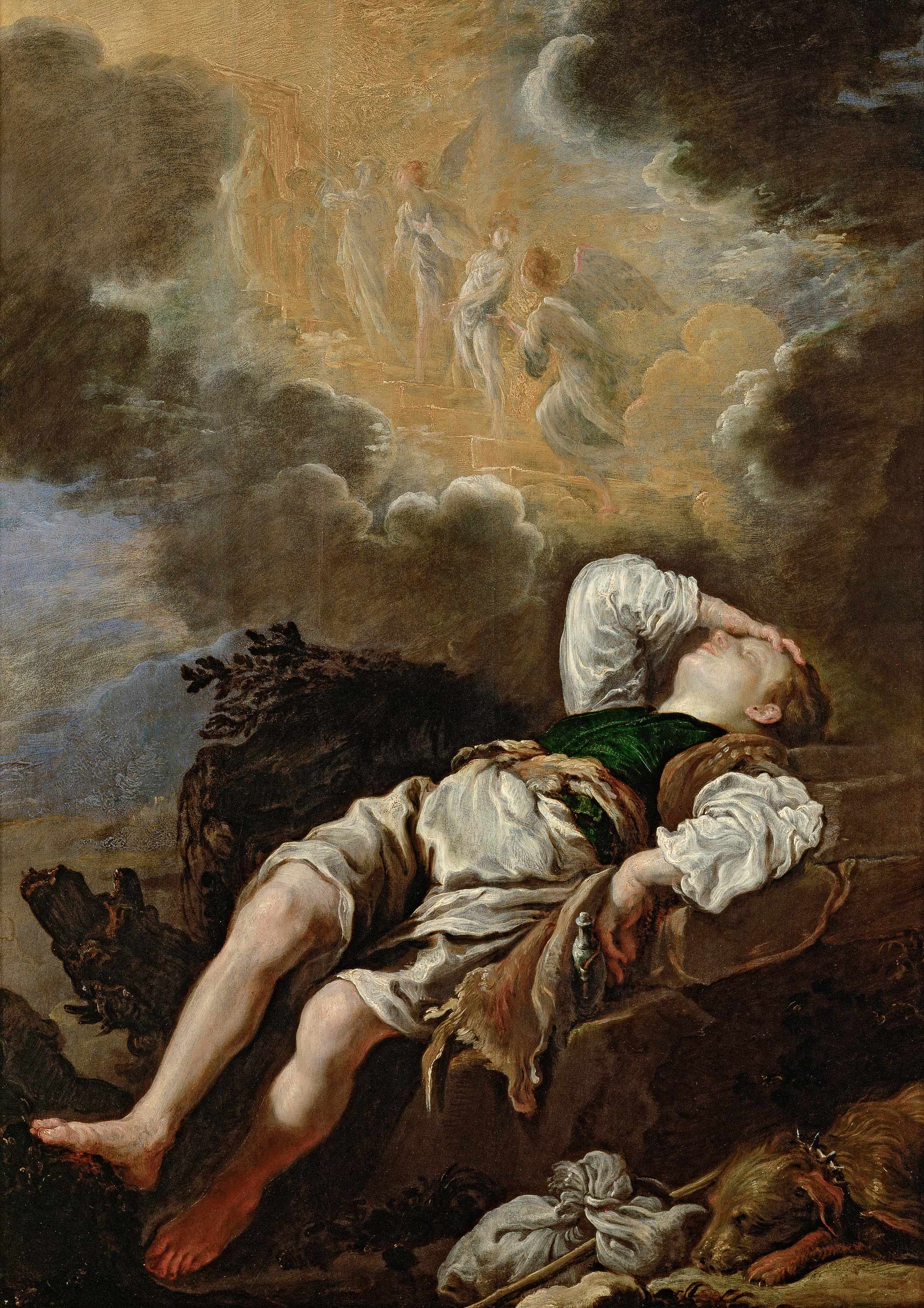
ドメニコ・フェッティ『ヤコブの夢』 (1619年ごろ)、美術史美術館、ウィーン

本作は、ハッラーンへの旅の途中であったヤコブが、うたた寝の夢の中で天使が行き来する梯子を見たという場面を描いている。この主題を扱った絵画は多数あるが、バロック時代の同主題の絵画は天使の存在を強調した劇的な構成を常としている。

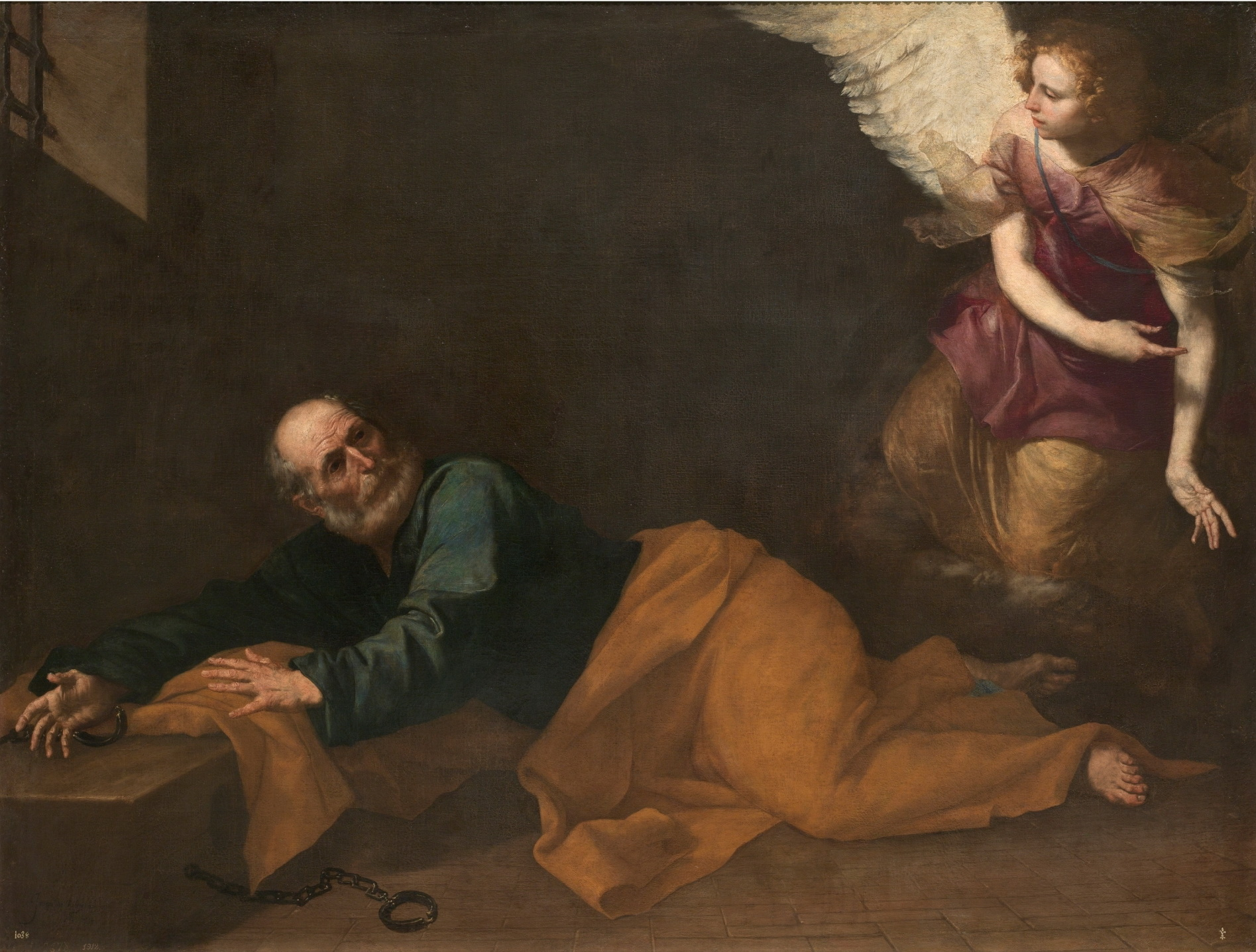
リベーラ『聖ペテロの解放』 (1639年)、プラド美術館、マドリード

リベーラの作風はそれとは対照的である。ヤコブは木を背にして、岩を枕にし、マントにくるまって左肩を下に眠っている。画家は何の変哲もない旅人としてヤコブを表現しており、彼の存在感のある剛健な身体に焦点を当てている。ヤコブを描くために画家が用いているのは、田舎で休息する羊飼いのイメージである。このような前景の描写は、青色と灰色の空の下、光の中に描かれる奇跡的な夢というものに現実的なリアリズムを導入している。背景には、ヤコブが夢で見ることとなる梯子がある。天使が昇降する梯子はヤコブの頭上から出る柔らかな光に溶け込むようにうっすらと描かれており、画面の3分の2以上を占める青空へと延びている。この絵画には、リベーラの繊細な色彩感覚と、前景のヤコブや木を斜めに配置する見事な構図の才が示されている。
本作は、同じくプラド美術館に所蔵される『聖ペテロの解放』と対をなす作品であるが、それまで知られていたリベーラの作品とあまりにかけ離れた、穏やかな雰囲気や豊かな色彩から、1748年にエリザベッタ・ファルネーゼのコレクションに記録された当時はバルトロメ・エステバン・ムリーリョの作品と考えられていた。